# Rechazo a la policía

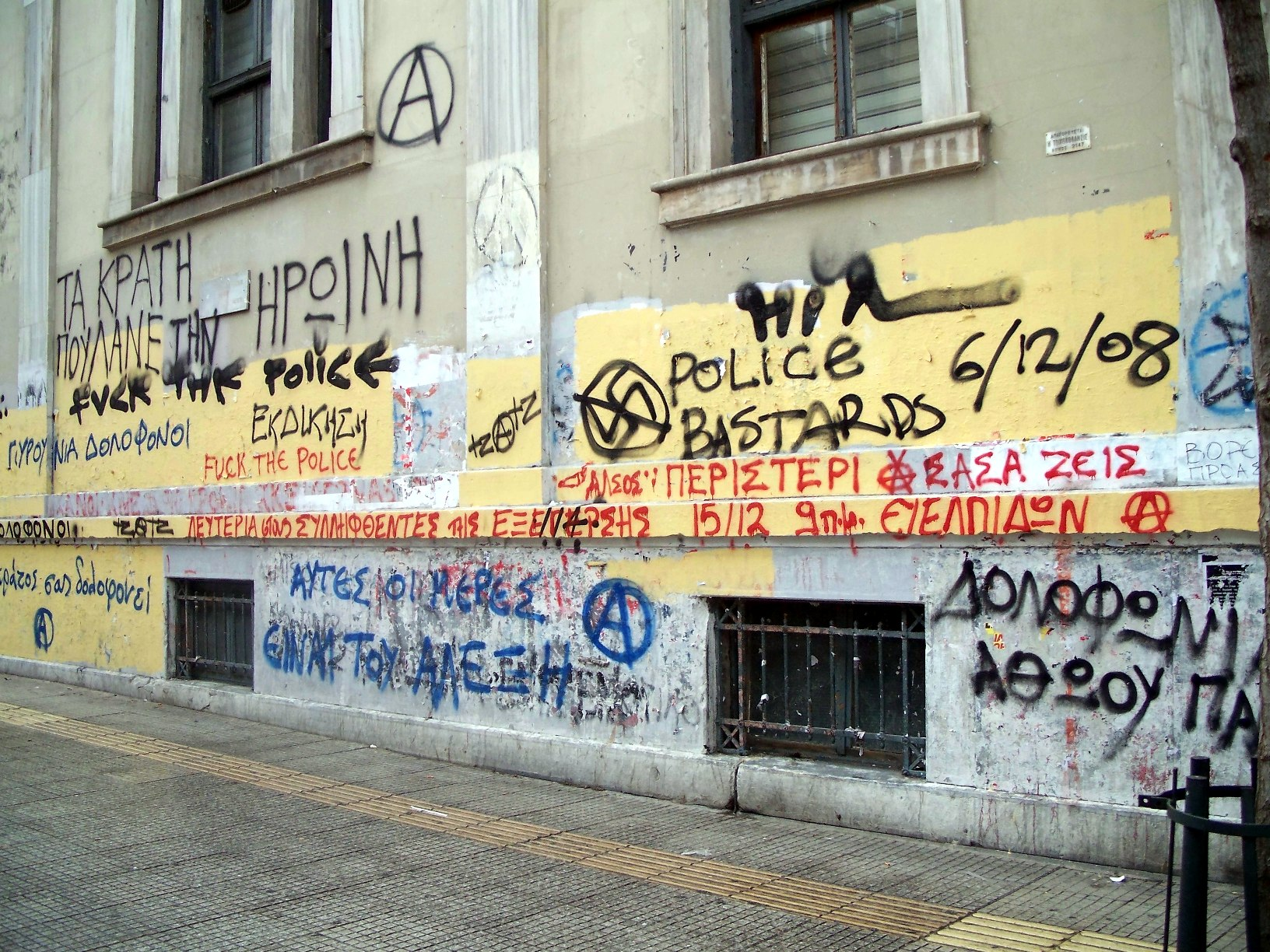
Pintada con consignas antipoliciales en Atenas en 2008.

El rechazo hacia la policía se refiere a aquella actitud o posición mantenida por un individuo o grupo de personas en contra del estamento policial.
La aversión a la policía puede adoptar la forma de protesta, manifestaciones o incluso violencia para desafiar la autoridad de la policía.

## Sentimiento antipolicial en el mundo

### Indonesia
Según los informes, el odio hacia la policía ha aumentado en Indonesia en los últimos años. En 2021, se grabó a un policía golpeando a un estudiante que protestaba en Banten. En el mismo año, una mujer llamada Novia Widyasari fue encontrada muerta por suicidio frente a la tumba de su padre después de enterarse de su embarazo a raíz de la violación perpetrada por un oficial de policía que era su novio, el incidente posteriormente elevó aún más el rechazo hacia este estamento entre los lugareños. La animadversión comenzó a resurgir tras el Asesinato del brigadier Nofriansyah Yosua Hutabarat en 2022. El asesinato de Yosua fue ordenado por el inspector general Ferdy Sambo, su antiguo jefe. Durante la investigación, también se descubrió que Sambo estaba implicado en casos de apuestas ilegales relacionados con el "Konsorsium 303". El uso de gas lacrimógeno por parte de la policía y la incompetencia en el tragedia del Estadio Kanjuruhan también alimentaron este odio.

### Irlanda
El sentimiento anti Garda Síochána (policía de la República de Irlanda) es común entre los Irish Travellers, un grupo social con altos niveles de pobreza, desempleo y delincuencia. El cuerpo ha sido acusado de brutalidad policial en las protestas Shell to Sea  entre 2006–2011, y ha habido manifestaciones en contra en 2007.

### Reino Unido
En Inglaterra y Gales, a finales de la década de 1790, la aversión a la policía de la época provenía de la obstrucción del ejercicio del poder por parte de los jueces, y del recelo y la desconfianza hacia algunas organizaciones desconocidas.

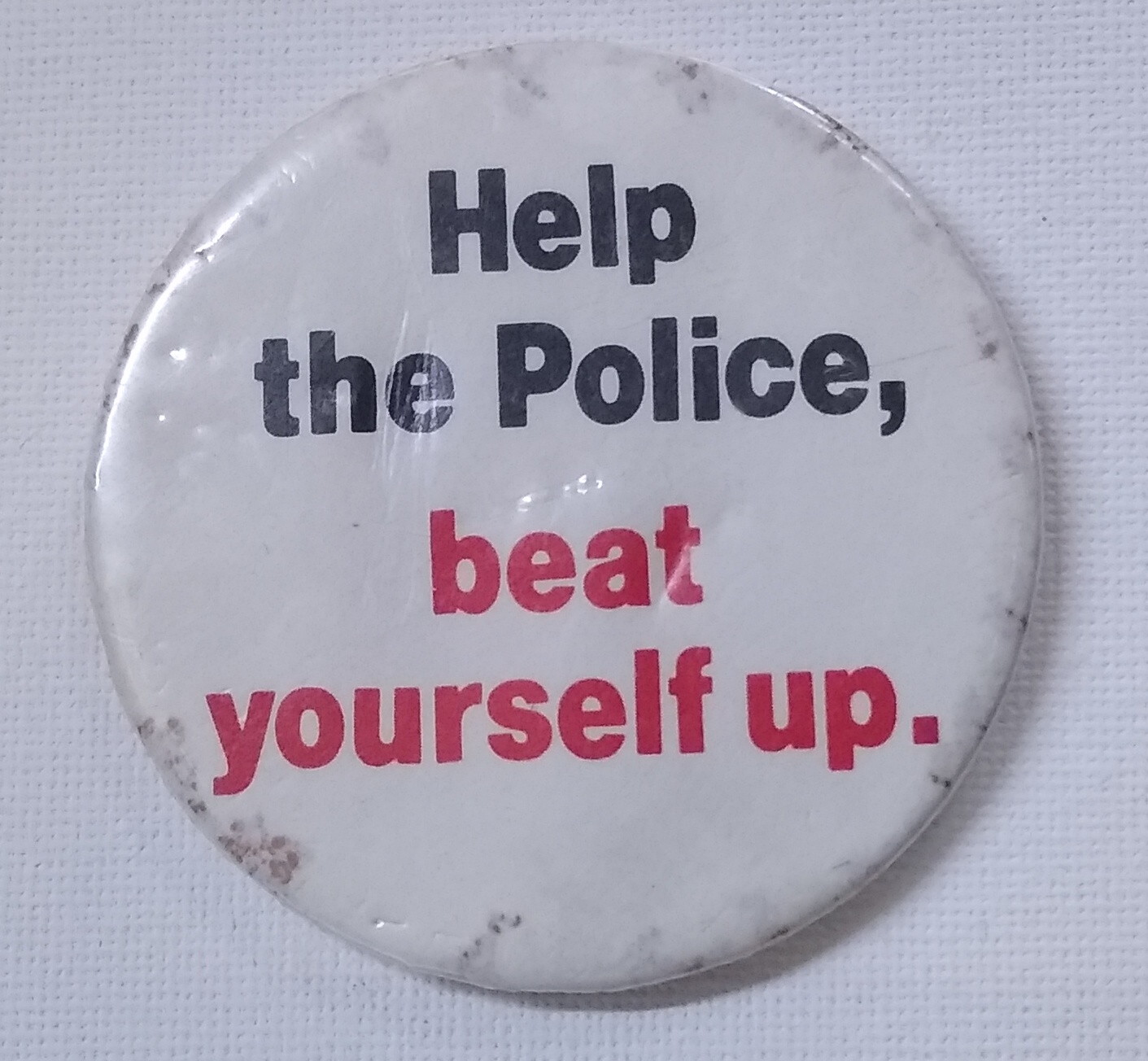
Un pin de Irlanda del Norte que dice

A diferencia de sus vecinos europeos, Inglaterra no tenía una tradición de fuerzas policiales profesionales. La prevención de la delincuencia era llevada a cabo por una combinación de la guardia municipal y la policía parroquial designada por el juez de paz de cada condado. En Gran Bretaña a finales de la década de 1790, las opiniones contrarias a la policía se basaban en la posible invasión del absolutismo a través de la profesionalización de la aplicación de la ley, la obstrucción del poder del magistrado y el escepticismo hacia la confianza en una organización desconocida.

### Estados Unidos
En los años 1950, William Westley argumentó que el rechazo hacia la policía podía aparecer como un estigma social o una vergüenza por trabajar en condiciones peligrosas o por alguna práctica poco ética.
En los años 1970, las fuerzas del orden se preocuparon por las demandas relacionadas con la mala conducta policial.
En Estados Unidos, la razón por la que la gente no confía en la policía está relacionada con la brutalidad policial y el comportamiento racista.
En 1991, el afroamericano Rodney King fue golpeado por cuatro policías de Los Ángeles. En 1992, los policías implicados en la paliza fueron absueltos, lo que desencadenó los Disturbios de Los Ángeles de 1992. El incidente atrajo la atención de los medios de comunicación sobre la violencia policial contra grupos minoritarios, como los afroamericanos.
En 2014, el asesinato de Michael Brown y la consiguiente indignación pública se consideraron un punto de inflexión en la "declaración de guerra a la policía" de la opinión pública estadounidense Junto con el movimiento social Black Lives Matter, se cuestionó la legitimidad de la policía.
Minoría de los barrios más pobres, a menudo más desconfiados con la policía y sintieron que la ley no los protegía sino que los perjudicaba
La animadversión hacia la policía también está presente entre los jóvenes, ya que la policía y la ley restringen su libertad en cierta medida.
El presidente de Estados Unidos, Donald Trump, ha denunciado en repetidas ocasiones el ambiente antipolicial.

#### Ejemplo
- En 2014, la muerte a tiros de un agente afroamericano desarmado Muerte de Michael Brown desató la indignación pública. El público condenó el uso de la fuerza por parte de las fuerzas del orden contra los grupos marginados.[12] Gohan, Borman y Schweitzer señalan que después de un asesinato, es más probable que el público asuma que la policía utiliza una violencia irracional en los incidentes de brutalidad policial.

- El tiroteo de Philando Castile por parte de un policía de Minnesota en julio de 2016 provocó protestas masivas, incluyendo el vertido de pintura roja en la sede policial.[16][17]

- Cinco agentes murieron en el Atentado contra policías de Dallas de 2016.[18] El incidente coincidió con una manifestación contra la violencia policial.[19]

- En 2017, la absolución del policía que disparó a Anthony Lamar Smith en 2011 provocó una serie de protestas en Dallas. Los manifestantes mostraron pancartas con lemas contra este estamento y destrozaron vehículos policiales y otros bienes de la policía.[20] Diez policías resultaron heridos durante las violentas protestas.

- Los tiroteos de 2019 en Jersey City se produjeron en parte por la antipatía contra las fuerzas del orden.[21]

#### Medios
Los teléfonos inteligentes permiten grabar los enfrentamientos y las confrontaciones con la policía en tiempo real y difundirlos a través de Internet. Así, algunos internautas han comentado que los teléfonos inteligentes han contribuido a difundir consignas antipoliciales. La perspectiva narrativa específica de los medios de comunicación, difundida a través de las redes sociales, puede reforzar una mentalidad de "nosotros contra ellos", en detrimento de la relación de la sociedad con la policía.

#### Cultura hip-hop
La cultura hip-hop también muestra de vez en cuando un sentimiento antipolicial.

##### Ejemplo
- Public Enemy - Los últimos años de la década de 1980 fueron una época importante para la industria del hip-hop. Fue una época en la que la música hip-hop se convirtió en una crítica clara y brutal de la bajeza moral de los poderes fácticos.[25]

Varios grupos de hip-hop han utilizado su trabajo para expresar opiniones contrarias a la policía y criticar duramente el comportamiento de la fuerza policial, haciéndoles conscientes de su prejuicio racial. Por ejemplo, el lanzamiento de Fight the Power en 1989 por Public Enemy ejemplificó la actitud de lucha por el poder que la música rap comenzó a adoptar.

#### Respuesta hacia la policía estadounidense
La policía ha dicho que se siente amenazada por los manifestantes violentos y los agresores, y está preocupada por la brecha existente entre la policía y la comunidad.
Chuck Cantury Howard Safir en su carta al presidente Barack Obama, argumentó que se había producido una declaración de guerra a la policía. En 2015, el ex director del FBI, James Comey, describió el incidente como "un frente frío que sopla a través de la aplicación de la ley estadounidense...". Ese frente frío está cambiando el comportamiento de la gente". Algunos estudiosos han teorizado que la acción industrial iniciada por la policía puede verse como un medio para responder a su descontento con la policía.

### Hong Kong
Durante la protestas en Hong Kong de 2019-2021 en Hong Kong, los manifestantes y los agentes de policía provocaron graves enfrentamientos entre la policía y el público（Hong Kong), los manifestantes enarbolaron repetidamente el lema "La disolución del cuerpo de policía es una cuestión de gran urgencia", y la canción contra el cuerpo de policía de Hong Kong La madre gorda tiene una palabra circuló ampliamente por Internet.